# Compromís pel País Valencià
Compromís pel País Valencià (CPV; «Compromiso por el País Valenciano») fue una coalición electoral integrada por Esquerra Unida del País Valencià (EUPV), el Bloc Nacionalista Valencià (Bloc), Els Verds del País Valencià (EVPV), Els Verds Esquerra Ecologista del País Valencià (EV-EE) e Izquierda Republicana (IR), que se presentó a las Elecciones a las Cortes Valencianas de 2007, y que se hizo extensible también a diferentes localidades de la Comunidad Valenciana en las elecciones municipales. Este pacto tenía por objetivo principal evitar el bipartidismo en las Cortes Valencianas, y especialmente la mayoría absoluta del Partido Popular.
El grupo parlamentario formado en las Cortes Valencianas se denominó Esquerra Unida-Bloc-Verds-IR: Compromis. A finales de 2008, después de la crisis de Esquerra Unida del País Valencià, que culminó con la escisión de Iniciativa del Poble Valencià, EUPV abandonó el grupo parlamentario conjunto que mantenían hasta entonces en las Cortes Valencianas.

## Historia

### Contexto previo
Desde el inicio de 2006, ante lo que los partidos de izquierda valencianos consideran una rebaja de la calidad democrática en la Comunidad Valenciana debido a los doce años de gobierno del PP, desde diversos sectores sociales de izquierdas se empezó a hacer público el deseo de un pacto electoral del que se ha denominado las fuerzas políticas a la izquierda del PSPV-PSOE, siendo el momento más álgido de presión social la tradicional manifestación nacionalista del 25 de abril en Valencia. Desde aquel momento se puso en marcha un diálogo informal entre las dichas fuerzas para ver la posibilitad de llegar a un acuerdo que permitiera que ningún partido de izquierdas quedara fuera de las Cortes Valencianas por la barrera del 5 %, y aprovechar cada uno de estos votos en el reparto de escaños.
Esta barrera electoral de un mínimo del 5 % de votos de todo el ámbito autonómico para conseguir escaños en las Cortes Valencianas ha condicionado especialmente las negociaciones del pacto del CPV, que afecta especialmente a los nacionalistas del Bloc, que obtuvieron un 4,6 % autonómico en 1999, y un 4,75 % en 2003, mientras que los regionalistas de Unió Valenciana se quedaron en el 4,8 % y 3 %, respectivamente. Por lo que respecta a EUPV, si bien siempre ha superado dicha barrera requerida en todas las elecciones, la distancia que la separa es bastante exigua, con un 6,1 % y un 6,5 %, respectivamente.

### Proceso de negociación
Los primeros contactos se produjeron en el verano de 2006 entre los dos partidos mayoritarios de la futura coalición, EUPV y el BLOC. Las negociaciones no fructificaron en un primer momento debido a discrepancias en el reparto de escaños de la coalición entre los diferentes partidos, pero ante la presión social, ambos partidos llegaron a un acuerdo de mínimos previo, al que se sumaron el resto de partidos. Esquerra Republicana del País Valencià (ERPV) se desligó a mitad del proceso de negociación aludiendo a la necesidad de ampliar el pacto a los municipios y durante dos legislaturas.
El Consejo Nacional del BLOC aprobó definitivamente el pacto en diciembre de 2006, como lo hizo la Asamblea de EUPV ese mismo mes, siendo definitivamente ratificado por su militancia en referéndum el 13 de enero de 2007, tal y como mandan sus estatutos. La firma oficial y definitiva del pacto por parte de los líderes de los cinco partidos que componen la coalición se produjo solemnemente el 26 de enero de 2007 en el edificio Octubre Centre de Cultura Contemporània.
Los partidos ecologistas EV-EE y EV-PV también se integraron en la coalición, a pesar de la invitación del eurodiputado ecologista español David Hammerstein a estos partidos a no ser "comparsa".

## Contenido del pacto

### Declaración ideológica
El manifiesto político firmado por las fuerzas políticas de la coalición se basa en dieciséis puntos que deben de ser la base para el programa electoral conjunto. Así, se comprometen a desarrollar el sector público en sanidad, transporte, y sobre todo en educación con la creación de una red de escuelas públicas, a aplicar una moratoria urbanística y garantizar la conservación del medio ambiente, a proteger la normalización del valenciano y la cultura, a conseguir un sistema de financiación solidario y equitativo, a trabajar por la República federal y por la Europa de los Pueblos, por una ley de comarcalización de la Comunidad Valenciana, a potenciar la industria, la agricultura, las pequeñas y medianas empresas, a trabajar por una red pública de viviendas, la integración de los inmigrantes, la diversidad sexual y, sobre todo, se comprometen a la transparencia y la regeneración democrática.

### Detalles electorales

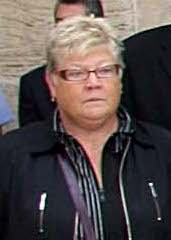
Glòria Marcos, candidata a la presidendia de la Generalitat por Compromís pel País Valencià.

Durante el proceso de negociación se supuso, a partir de los resultados de las elecciones del 2003 y las perspectivas demoscópicas, que la coalición electoral obtendría alrededor de diez escaños, y sobre esta base se hizo la negociación para el reparto de escaños entre los partidos. Así, de acuerdo con el pacto firmado, a EUPV le corresponderían seis escaños, encabezando las listas por las tres circunscripciones electorales. Al Bloc, tres escaños, el segundo por las circunscripciones de Valencia y Castellón, y el tercero por la de Alicante. Y finalmente un escaño para Els Verds en el quinto puesto por Valencia. De esta manera Glòria Marcos de EUPV encabezaba la lista por la circunscripción de Valencia como candidata a la Presidencia de la Generalitat Valenciana, seguida como número dos por Enric Morera, candidato del Bloc.
Los acuerdos también incluían el funcionamiento del futuro grupo parlamentario en las Cortes Valencianas, incluida la toma de decisiones, así como los gastos electorales de acuerdo a la representación prevista.

## Pronósticos y campaña
En el primer acto público de la coalición del CPV, que tuvo lugar el 17 de febrero de 2007 en el Paraninfo de la Universidad Politécnica de Valencia, los futuros candidatos declararon que otra forma de hacer política es posible, más igualitaria, más respetuosa con el medio ambiente, la lengua y la cultura, más honesta; en definitiva: otro País Valenciano es posible. Este acto contó con la presencia de la Unió de Llauradors, Escola Valenciana, CCOO, UGT, ACPV, y el Colectivo Lambda, entre otros.
En dos encuestas sociopolíticas encargadas por las cabeceras valencianas de periódicos de la Editorial Prensa Ibérica (Levante-EMV y Diario Información) al Grup Marest, realizada la semana del 28 de marzo al 5 de abril de 2007, reflejaba que el 41,8 % de los encuestados conocían la existencia de dicha candidatura, mientras que en la anterior del mes de enero del mismo año, un mes después de la formalización del acuerdo entre el BLOC y EUPV, la proyección era del 31,2 % por lo que, según el periódico, la coalición había ganado popularidad desde la fecha del acuerdo hasta la convocatoria de elecciones autonómicas en un 10 %.
Por otra parte, mientras que en dichas encuestas el resultado del reparto de escaños otorgaba la clave del gobierno al CPV, en cambio, según una encuesta encargada por el Partido Popular y difundida por el diario Las Provincias, los populares afirman que conseguirían entre 15 y 11 escaños de diferencia en las Cortes valencianas respecto a los escaños totales de una hipotética coalición gubernamental del PSPV+CPV, por lo que el Compromís no tendría posibilidad de determinar el color político de la Generalitat.

## Resultados electorales
Compromís pel País Valencià obtuvo en las elecciones autonómicas del 27 de mayo de 2007 a las Cortes Valencianas 7 diputados (5 por EUPV y 2 por el Bloc), de un total de 99 que componen el parlamento, lo que resultó muy lejos de los resultados esperados por la coalición, no pudiendo convertirse en la fuerza bisagra para desalojar al PP del poder. El PP obtuvo 54 diputados y el PSPV-PSOE 38 diputados.
Los 7 diputados obtenidos representaron un 8,02 % de los votos válidos emitidos, consiguiendo en estas elecciones tres puntos porcentuales menos en número de votos que la suma de los sufragios de EUPV y el BLOC en las elecciones autonómicas de 2003, cuando las dos formaciones, que se presentaron por separado, sumaron un 11,04 %. En 2003 la suma de ambos partidos fue de 268 000 votos frente a los algo más de 195 000 obtenidos en estas últimas elecciones.
Varias son las causas que se apuntaron para explicar los resultados muy por debajo de lo inicialmente previsto. Así, Glòria Marcos consideró como responsable de la derrota a que tenemos una sociedad completamente dormida y a que el PP ha sabido alejar los problemas reales de la sociedad y ha transformado estas elecciones en una especie de primarias, mientras que Isaura Navarro achacó los malos resultados a la baja participación, afirmando que la baja participación es un logro de la estrategia electoral del Partido Popular que ha trabajado para que la gente no venga a votar. Por su parte, Joan Ribó, líder la corriente Projecte Obert de EUPV, achacó el resultado electoral a una mala campaña ya que no se puede basar una campaña en un lema que diga No a la Copa del América.
En cambio, Antoni Porcar del BLOC justificó los resultados electorales en que EUPV es una fuerza en decadencia desde hace años y, por eso, el Compromís no era creíble.

## Legislatura
Tras la constitución de las Cortes Valencianas, los siete diputados elegidos en las listas del Compromís formaron el grupo parlamentario Esquerra Unida-Bloc-Verds-IR: Compromis con Glòria Marcos como portavoz (síndico). En julio de 2007 se abrió una profunda crisis con motivo de la elección de representantes al Consejo de Administración de RTVV. Mientras desde EUPV se proponía a Amadeu Sanchis, candidato de EUPV al Ayuntamiento de Valencia que quedó sin representación en el consistorio, a tenor de los pactos previos por los cuales este cargo correspondía a EUPV, el Bloc y el resto de socios de Compromís se decantaba por el sociólogo Rafael Xambó. Poco después, los dos diputados del Bloc y las diputadas de EUPV pertenecientes a la corriente interna Esquerra i País, próxima al valencianismo, Mónica Oltra y Mireia Mollà, destituyeron a Marcos y designaron a Oltra como síndica. Mónica Oltra afirmó que la razón para relevar a Glòria Marcos era que tomaba las decisiones sin contar con el grupo parlamentario.
El 15 de septiembre, el Consell Nacional de EUPV decidió expulsar de la formación a Oltra y Mollà, al tiempo que acusaba al Bloc de deslealtad manifiesta y de colaborador necesario para intentar provocar la inestabilidad de EUPV. Paralelamente, la corriente Esquerra i País se constituía en partido político dentro de EUPV, Iniciativa del Poble Valencià (20 de octubre). En noviembre de 2008 se tramitó en cortes la expulsión de Gloria Marcos del grupo parlamentario por "sus declaraciones y actuaciones contrarias a los intereses del grupo y vejatorias contra sus integrantes". Paralelamente, los otros dos diputados de EU pidieron que se les incluya también a ellos en el grupo de no-adscritos, con lo que el grupo quedó reducido a cuatro diputados: dos del BLOC y dos de IPV.